# 鄭苯
鄭苯（：／ Jeong Bun；1354年—1454年9月7日），字子㕀，號愛日堂，本貫晉州鄭氏。朝鮮王朝初期文臣。

## 生平
鄭苯是判漢城府事鄭以吾之子。太宗十六年（1416年）親試文科乙科及第。世宗在位期間，歷任吏曹佐郎、承文院校理、廣孝殿執事、右獻納、左獻納、兵曹正郎、執義、右副代言、左副代言、左副承旨、右承旨、左承旨、忠清道監司、吏曹參判、平安道都觀察使、工曹參判、禮曹參判等職。1444年8月27日（世宗26年閏7月14日），任戶曹判書。1446年6月17日（世宗28年5月23日）任議政府左參贊，任內曾參與編寫《訓民正音》。1447年4月20日（世宗29年4月6日）兼判戶曹事。10月9日（8月30日），奉命監造崇禮門。1448年12月3日（世宗30年11月8日），參與建造內佛堂。1450年8月13日（文宗即位年7月6日），任議政府右贊成兼判吏曹事。10月24日（9月19日），他以下三道都體察使的身份，前往忠清、全羅、慶尚道，審定沿邊州縣城基，重築城池，以防止倭寇對沿海的騷擾。11月9日（10月6日），改兼判戶曹事。1451年1月24日（文宗即位年12月22日）回到漢城，並以多次受到彈劾為由辭職，被任命為尚衣院提調，後升左贊成。1453年1月20日（端宗即位年12月11日），被任命為右議政，並參與文宗陵寢顯陵的建設。
鄭苯在政治上無慾無求，但對工程建築卻頗有管理能力。1453年9月8日（端宗1年8月6日），因下三道（忠清道、全羅道、慶尚道）失農，鄭苯以下三道都體察使的身份，前往巡查三道。《端宗大王實錄》聲稱，鄭苯受到領議政皇甫仁、左議政金宗瑞的壓制而不得志，因此請求離開都城。然而，就在路上的時候，首陽大君發動癸酉靖難，殺害皇甫仁、金宗瑞等人，奪取政權。鄭苯被告發參與安平大君的逆謀事件，剛到忠州就被逮捕，被削奪官職，隨後押送樂安（今全羅南道順天市附近）囚禁。1454年9月7日（端宗2年8月15日），被處以絞刑。
1747年2月6日（英祖22年12月27日），鄭苯與金宗瑞、皇甫仁一起獲得平反，追復官職，後賜諡忠莊。
鄭苯是世祖時期領議政鄭麟趾的姐夫，無嗣。